# Andrena florivaga
Andrena florivaga – gatunek pszczół samotnic z rodziny pszczolinkowatych. Zamieszkuje palearktyczną Eurazję od Europy Zachodniej po środkową Syberię. Bytuje na stepach, łąkach i pastwiskach.

## Taksonomia
Gatunek ten opisany został po raz pierwszy w 1852 roku przez Eduarda Friedricha Eversmanna. Epitet gatunkowy oznacza po łacinie "błądzącą po kwiatach". W 1914 roku August Victor Paul Blüthgen jako pierwszy opisał samca tej pszczolinki pod nazwą Andrena molhusina. Nazwę tę później zsynonimizowano z A. florivaga. Gatunek ten zaliczany jest w obrębie rodzaju Andrena do podrodzaju Lepidandrena.

## Morfologia
Samica o długości ciała 10–11 mm, szczoteczki na tylnych nogach służące do zbierania pyłku oraz włoski na końcu odwłoka jaskrawo pomarańczowoczerwone. Samiec długości 9–10 mm, żółto owłosiony, z tylnymi stopami i goleniami oraz środkowymi stopami w kolorze jasnoczerwonym, oraz z żółtym nadustkiem z dwiema czarnymi plamkami. 

## Występowanie i ekologia
Gatunek palearktyczny, znany z Francji, Niemiec, Szwajcarii, Austrii, Polski, Litwy, Czech, Słowacji, Węgier, Słowenii, Chorwacji, Ukrainy, europejskiej części Rosji, Turcji, Kazachstanu i Syberii, na wschód sięgający po rejon Bajkału. W Polsce został znaleziony w czasie badań trwających w latach 2003–2004 w Kampinoskim Parku Narodowym. Miejsce to w momencie odkrycia było najdalej wysuniętym na północ stanowiskiem tego gatunku. 
Pszczolinkę tę można spotkać między majem a czerwcem. Nie jest wyspecjalizowana pokarmowo, można zaobserwować ją zbierającą pyłek z kwiatów różnych rodzin. Podobnie jak inne pszczolinki, jest gatunkiem samotnym gniazdującym w ziemi. Siedliska zajmowane przez A. florivaga to miejsca o charakterze stepowym, ale także ekstensywnie użytkowane łąki i pastwiska. 